# Тутовая водка
Ту́товая во́дка, также ту́товка, реже ту́товый бре́нди (азерб. tut arağı, арм. թթի օղի) — крепкий алкогольный напиток, традиционный для ряда районов Закавказья. Представляет собой продукт перегонки сброженного сока плодов шелковицы.
Содержание алкоголя составляет от 40 до 80 %. Некоторые сорта напитка подвергаются бочковой выдержке в течение нескольких лет.

## География и история производства
Тутовая водка является традиционным напитком для значительной части Закавказского региона, в частности для Армении и Азербайджана. К районам наиболее активного производства дистиллята из плодов шелковицы исторически относился Карабах, где с давних времён этим занималось местное армянское население. До исхода армян из Нагорного Карабаха здесь изготовлялось значительное количество промышленных и надомных сортов тутовой водки.
История изготовления тутовой водки измеряется, по крайней мере, столетиями. Некоторое снижение объёмов её производства произошло в XIX веке после того, как на соответствующих закавказских территориях, вошедших к тому времени в состав Российской Империи, получила распространение русская водка. Тем не менее, и в Армении, и в Азербайджане традиционный крепкий напиток из ягод шелковицы сохранил весьма широкое распространение. Жители этих стран нередко приписывают ему целебные свойства. Так в армянской народной медицине считается, что рюмка тутовой водки способна сбить повышенную температуру, помогает избавиться от боли в горле и от кашля.
Упоминания о высокой популярности тутовой водки содержатся в российских документальных и публицистических источниках, относящихся, в частности, к середине XIX века. Так, выходившая с 1846 года газета «Кавказ» в одном из своих первых выпусков сообщала о производстве «водки из белого тута» армянскими жителями Нухи — современного города Шеки. Еще более развернутый репортаж об изготовлении и потреблении этого напитка в Елисаветполе — нынешней Гяндже —  содержится в издававшемся канцелярией Кавказского наместника «Кавказском календаре» на 1854 год:
Из виноградных выжимок и из ягод белого тута выгоняется хорошая водка и это едва ли не полезнейшее употребление этого фрукта. До распространения в крае русской водки эта отрасль составляла предмет значительной торговли… Тутовая водка продаётся от 2 руб. до 2 руб. 50 коп. за ведро, а фруктовая до 3 рублей. Местные армяне весьма пристрастны к этому роду хозяйства и сами охотники к водке, не исключая даже женщин. Нет ни одного двора в городе, где бы не находилось от 5 до 20 тутовых дерев, и можно сказать по употреблению, что это благодатное дерево летом прохлаждает их, а зимой согревает… Есть тутовые деревья, кои дают от 3 до 5 вёдер чистой водки…

«Кавказский календарь» на 1854 год
Фигурирует тутовая водка и в произведениях художественной и мемуарной литературы, описывающих традиционный быт народов Армении и Азербайджана. О культовом значении этого напитка для жителей его родных мест повествует, например, армянский писатель С. Н. Ханзадян:
Тутовая водка пользовалась в Охаре особым почётом. Она была любимым напитком на свадьбах и крестинах, ею потчевали самых дорогих гостей и давали взятку землемеру и приставу…

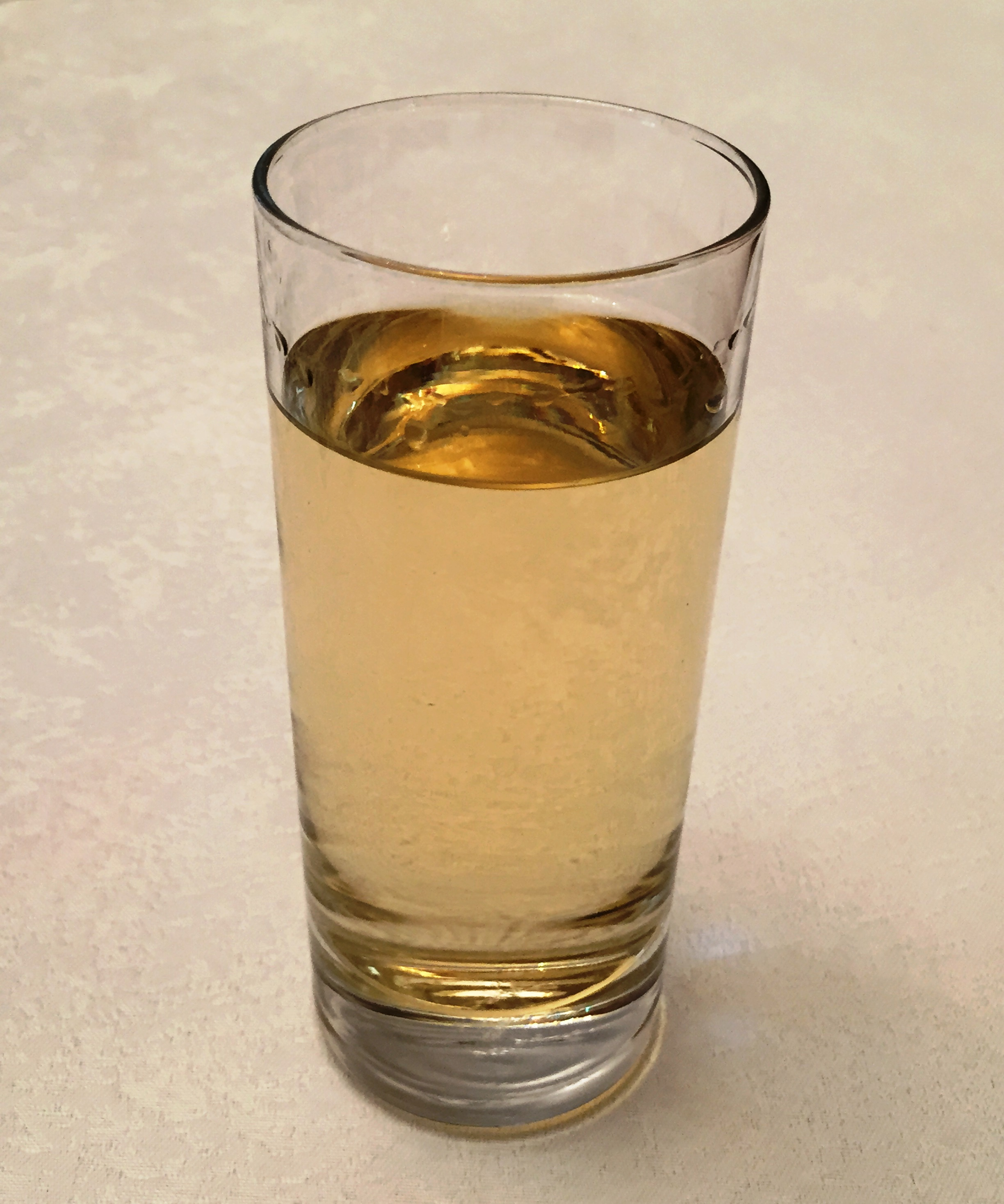
Тутовая водка надомного производства обычно имеет характерный желтоватый оттенок

В деревне рассказывали о многих случаях, когда тот или другой, посидев в карасе с осадком от тутовой водки, излечивался от ревматизма.

Серо Ханзадян, «Мои родные и соседи»
О безуспешной попытке угостить тутовой водкой американского писателя армянского происхождения Уильяма Сарояна во время поездки по Зангезуру рассказывает писатель и публицист З. А. Балаян:
Добрый мо́лодец тем временем ловко наполнил гранёный стакан жидкостью соломенного цвета. Поднес его Сарояну. Я заметил, как на поверхности соломенной жидкости по кругу расположились крохотные бусинки. Нет сомнения — тутовая водка. Зангезурская, она же и карабахская тутовка. Крепость от шестидесяти пяти до семидесяти трёх градусов…

Зорий Балаян, «Чай»
В советское время практика изготовления тутовой водки была освоена и за пределами исторического ареала её распространения. Об этом, в частности, свидетельствует её фигурирование в Уголовном кодексе РСФСР 1961 года, указах Верховного Совета РСФСР и других правовых актах среди алкогольных напитков, самодельное производство которых воспрещалось. В конце XX—начале XXI века с развитием коммерческого производства тутовой водки расширился её экспорт за пределы стран традиционного потребления. Известно даже о контрабандном провозе партий тутовой водки, в частности, на территорию Афганистана.

## Технология производства

Невыдержанная тутовая водка промышленного производства прозрачна

Сырьём для производства тутовой водки служат плоды шелковицы, также известной как тутовое дерево. В ход идут ягоды как чёрной, так и белой шелковицы — оба этих вида широко культивируются в соответствующих местностях Закавказья.
Сбор шелковичных плодов для изготовления водки производится обычно в июле — в это время ягоды достигают пика своей сахаристости (порядка 15 % сахара). Из ягод выжимается сок, который в течение нескольких дней сбраживается в открытых ёмкостях без добавления дрожжей или сахара. При традиционном приготовлении для брожения используются карасы — большие глиняные кувшины эллипсоидной формы, при промышленной — эмалированные металлические контейнеры. Получившаяся в результате брага подвергается перегонке в медных кубах — одинарной для получения напитка относительно небольшой крепости либо двойной для обеспечения большей концентрации спирта.

Выдержанная тутовая водка

На выходе получается прозрачная жидкость с терпковатым привкусом и лёгким ароматом шелковицы. При надомном производстве она обычно имеет заметный оттенок желтовато-зеленоватых тонов, при промышленном совершенно бесцветна. В зависимости от количества перегонок водка может содержать от 40 % до 80 % алкоголя. Напиток может бутилироваться непосредственно после перегонки, либо же подвергаться дальнейшей выдержке — последнее обычно происходит с более крепкими сортами. Традиционно для выдерживания тутовой водки используются бочки из древесины того же тутового дерева, внутренняя поверхность которых предварительно подвергается обжигу. Длительность выдержки обычно составляет от одного года до пяти лет. По её завершении водка перед бутилированием обычно разбавляется водой. Выдержанные сорта тутовки имеют весьма насыщенный цвет — от золотистого до тёмно-коричневого, а также значительно более богатый и сложный вкус с древесными и травяными нотами и сильно выраженный терпкий аромат.
Несмотря на развитие промышленного производства тутовой водки, практика её надомного изготовления сохраняется весьма широко, особенно в сельской местности. Часто индивидуальные рецепты напитка имеют различные технологические особенности.